# Communauté de communes du canton de Saint-Hilaire-de-Villefranche
La communauté de communes du canton de Saint-Hilaire-de-Villefranche est une ancienne communauté de communes française, située dans le département de la Charente-Maritime et la région Poitou-Charentes. Elle a été dissoute le 31 décembre 2013 dans le cadre de la réforme territoriale et ses communes membres ont rejoint la Communauté de communes des Vals de Saintonge. 

## Composition
Lors de sa dissolution, elle regroupait 10 communes toutes situées dans le canton de Saint-Hilaire-de-Villefranche :
- Aujac
- Aumagne
- Authon-Ébéon
- Bercloux
- Brizambourg
- La Frédière
- Juicq
- Nantillé
- Saint-Hilaire-de-Villefranche
- Sainte-Même

## Histoire
- Le 1er janvier 2013, la commune d'Écoyeux se retire de la communauté de communes du canton de Saint-Hilaire-de-Villefranche. Elle fait maintenant partie de la communauté d'agglomération de Saintes.
- Le 31 décembre 2013, il est procédé à la dissolution de la communauté de communes ; ses communes membres rejoignent la Communauté de communes des Vals de Saintonge.

- Régime fiscal (au 1er janvier 2006): fiscalité additionnelle.

## Quelques données géographiques en 2006
- Superficie : 122,75 km2, soit 1,79 % du département de la Charente-Maritime.
- Population en 2010 : 4 797 habitants, soit 0,77 % du département de la Charente-Maritime.
- Densité de population en 2010 : 39 hab/km2 (Charente-Maritime : 91 hab/km2).
- Évolution annuelle de la population (entre 1999 et 2006) : +1,51 % (+1,07 % pour le département).
- Évolution annuelle de la population (entre 1990 et 1999) : +0,16 % (+0,61 % pour le département).
- Un canton concerné : canton de Saint-Hilaire-de-Villefranche.
- Pas de commune de plus de 2 000 habitants.
- Pas de ville de plus de 15 000 habitants.

Cette structure intercommunale fait partie des  cinq communautés de communes de la Charente-Maritime à ne pas avoir de commune de plus de 2 000 habitants, les quatre autres étant la communauté de communes du canton d'Aulnay-de-Saintonge, la communauté de communes Charente-Arnoult-Cœur de Saintonge, la communauté de communes du canton de Loulay et la communauté de communes du Val de Trézence, de la Boutonne à la Devise.